# Groß Schierstedt
Groß Schierstedt is een plaats en voormalige gemeente in de Duitse deelstaat Saksen-Anhalt, en maakt deel uit van de Landkreis Salzlandkreis.

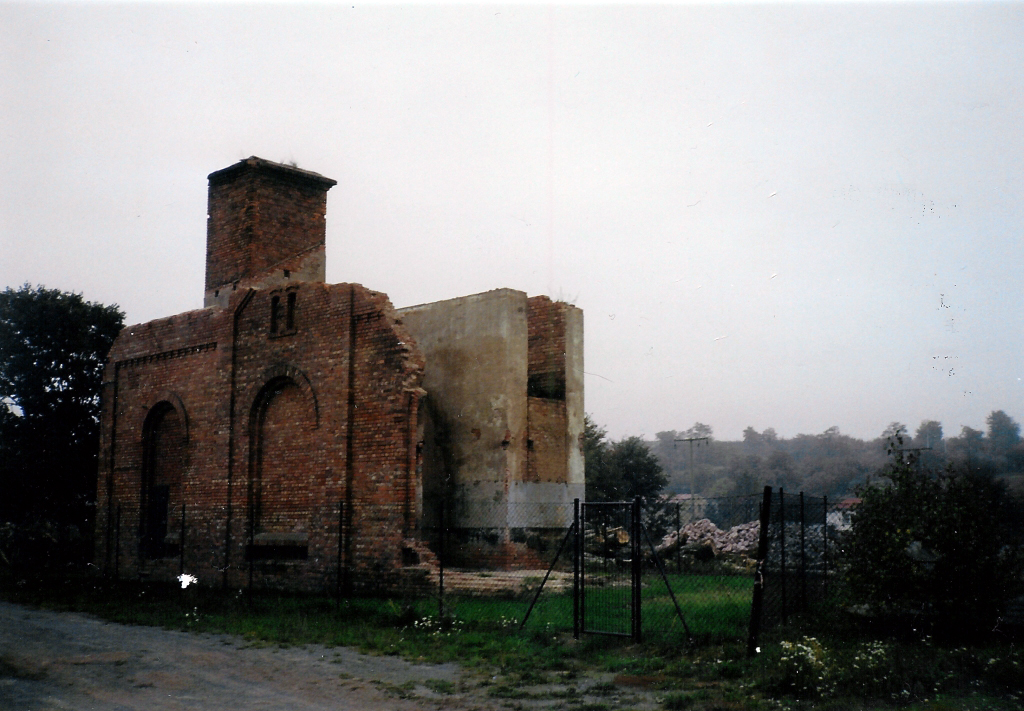
Ruïne

Groß Schierstedt telt 630 inwoners.